# Stara Kastylia

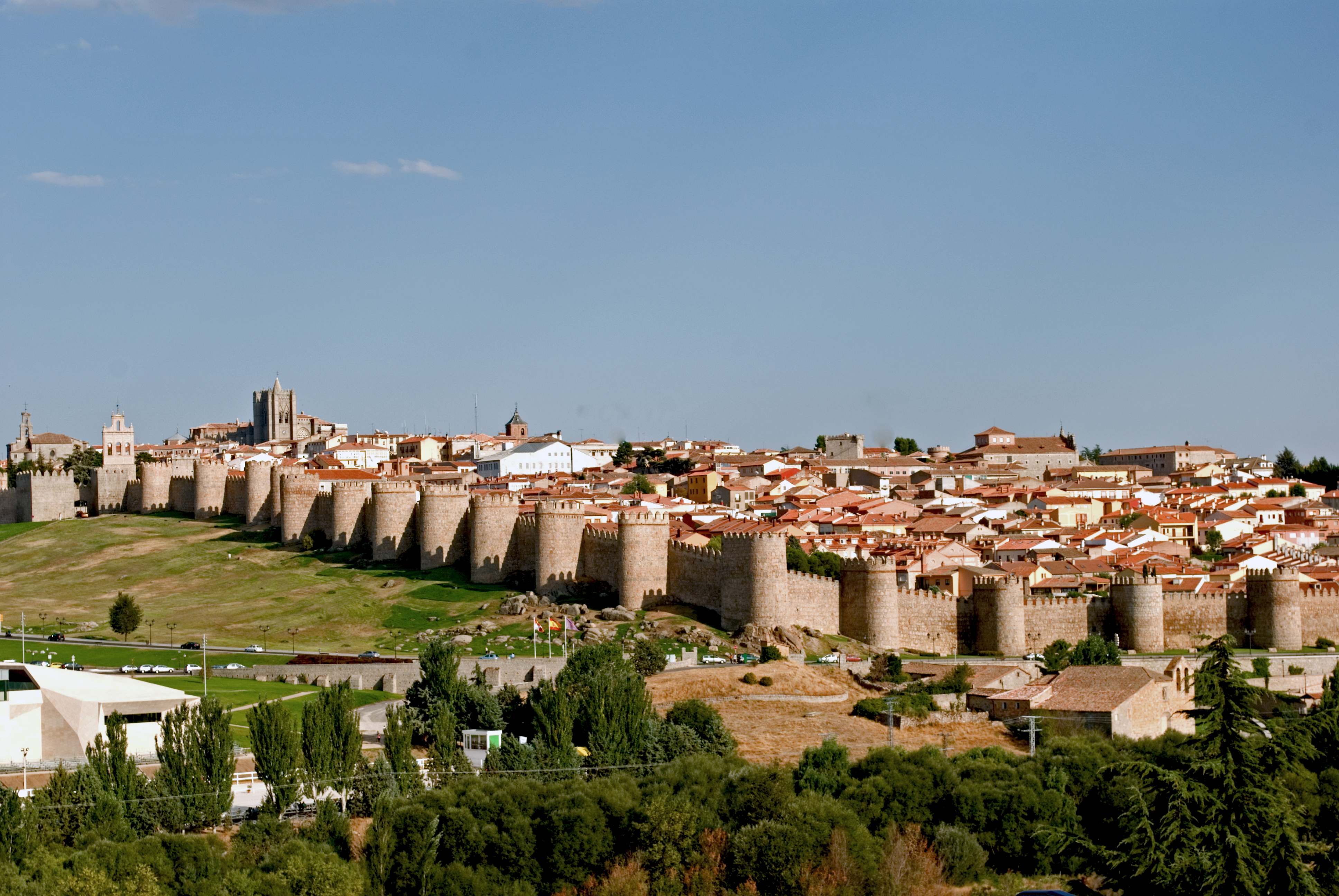
Mury Ávili

Stara Kastylia (hiszp. Castilla la Vieja) – kraina historyczna w północno-środkowej Hiszpanii, położona na północy Mesety Iberyjskiej (Wyżyna Starej Kastylii), stanowiąca północną część Kastylii. Do regionu należy fragment wybrzeża Zatoki Biskajskiej. Granice krainy w przybliżeniu odpowiadają Królestwa Kastylii w XI wieku, przed podbojem Taify Toledo.
Podczas reformy administracyjnej w 1833 roku zdefiniowany został region historyczny Stara Kastylia obejmujący prowincje Ávila, Burgos, Logroño, Palencia, Santander, Segowia, Soria i Valladolid. Jednostka funkcjonowała do 1979 roku, gdy dokonano jej podziału – prowincje Logroño i Santander stały się samodzielnymi wspólnotami autonomicznymi La Rioja i Kantabria, a pozostałe prowincje, wraz z regionem León, weszły w skład wspólnoty Kastylia i León.
Główne miasta w regionie to Valladolid, Burgos, Salamanka i Logroño.